# Cold Fever
Cold Fever (Á köldum klaka) è un film del 1994 diretto da Friðrik Þór Friðriksson.
Road-Movie, è la prima pellicola del regista islandese girata in lingua inglese.

## Trama
Hirata, un uomo d'affari giapponese di successo, programma di trascorrere due settimane di vacanza alle isole Hawaii ma viene dirottato all'ultimo momento da suo nonno in Islanda.
I suoi genitori sono morti in quel paese sette anni prima e nella cultura giapponese il settimo anniversario della morte dei propri genitori è una festività molto importante. Affinché le anime dei suoi defunti trovino pace Hirata deve celebrare un rito funebre sulle rive del fiume dove essi sono annegati.
Hirata si reca quindi in Islanda e dopo aver raggiunto Reykjavík deve raggiungere uno sperduto fiume all'estremità più lontana della regione. Per fare ciò decide di affittare una vecchia Citroën DS di colore rosso e lungo la strada fa diversi incontri con personaggi bizzarri, tra i quali una donna che colleziona foto di funerali, due autostoppisti armati e pericolosi e un vecchio che insegna ad Hirata a bere la bevanda più alcoolica di tutta l'Islanda.